# Посадочная скорость самолёта

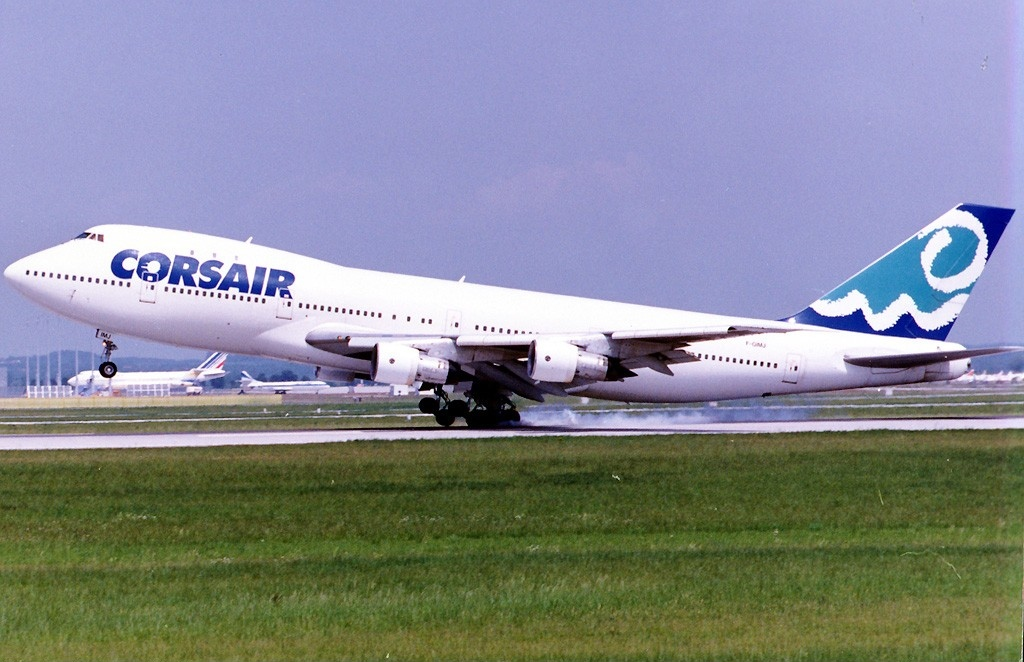
Обычная посадочная скорость Boeing 747 — 140—160 узлов (259—296 км/ч)

Поса́дочная ско́рость — скорость самолёта в момент касания его шасси поверхности взлётно-посадочной полосы (ВПП) на посадке. Это значение может варьироваться примерно от 80 км/ч у легкомоторных самолётов (спортивных, сельскохозяйственных) до 300 км/ч у тяжёлых (пассажирских, транспортных, истребителей и так далее).
Уменьшение посадочной скорости сокращает дистанцию пробега воздушного судна после приземления. Оно достигается за счёт снижения удельной нагрузки на крыло и увеличения подъёмной силы крыла посредством применения механизации крыла к энергетической механизации крыла.